# Robespierre (stanice metra v Paříži)
Robespierre je nepřestupní stanice pařížského metra na lince 9. Nachází se mimo hranice Paříže na území města Montreuil na křižovatce ulic Rue de Paris, pod kterou vede linka metra, a Rue Barbès.

## Historie
Stanice byla otevřena 14. října 1937 při posledním rozšíření linky, kdy byl otevřen úsek od Porte de Montreuil do Mairie de Montreuil.

## Název
Jméno stanice je odvozeno od názvu nedaleké ulice Rue Robespierre. Maximilien Robespierre (1758–1794) byl francouzský politický činitel během Francouzské revoluce.

## Vstupy
Stanice má vchod v budově na Rue de Paris vedle domu č. 158.